# تاور ساليري
تاور ساليري (بالإنجليزية: Tour Sallière)‏ هو أحد جبال سلسلة جبال الألب شابلايس ويقع في كانتون فاليز في سويسرا. يحتل المرتبة رقم 124 في قائمة جبال سويسرا من حيث الارتفاع، إذ يبلغ ارتفاعه حوالي 3220 متر، بينما يبلغ ارتفاع نتوء الجبل 726 متر، هذا وقد سجل أول وصول لقمة الجبل عام 1858.